# Ripperdapark
Het Ripperdapark is een park in de Noord-Hollandse stad Haarlem. Het park met omliggende bebouwing is gelegen in het stadsdeel Haarlem-Centrum in de Stationsbuurt. Het park ligt vlak bij het Station Haarlem en ligt ten oosten van de Jansweg en ten noorden van de Parklaan.
Het park is aangelegd in de periode 1870 - 1871. De bebouwing die naar de hand is van de architecten P. Jung, F.J. Pannekoek en J.E. Vernout dateert uit de periode 1871 - 1875. Het park is net zoals de Ripperdakazerne in Haarlem-Noord vernoemd naar Wigbolt Ripperda. Op 2 september 1993 werd van hem een borstbeeld in het park geplaatst.

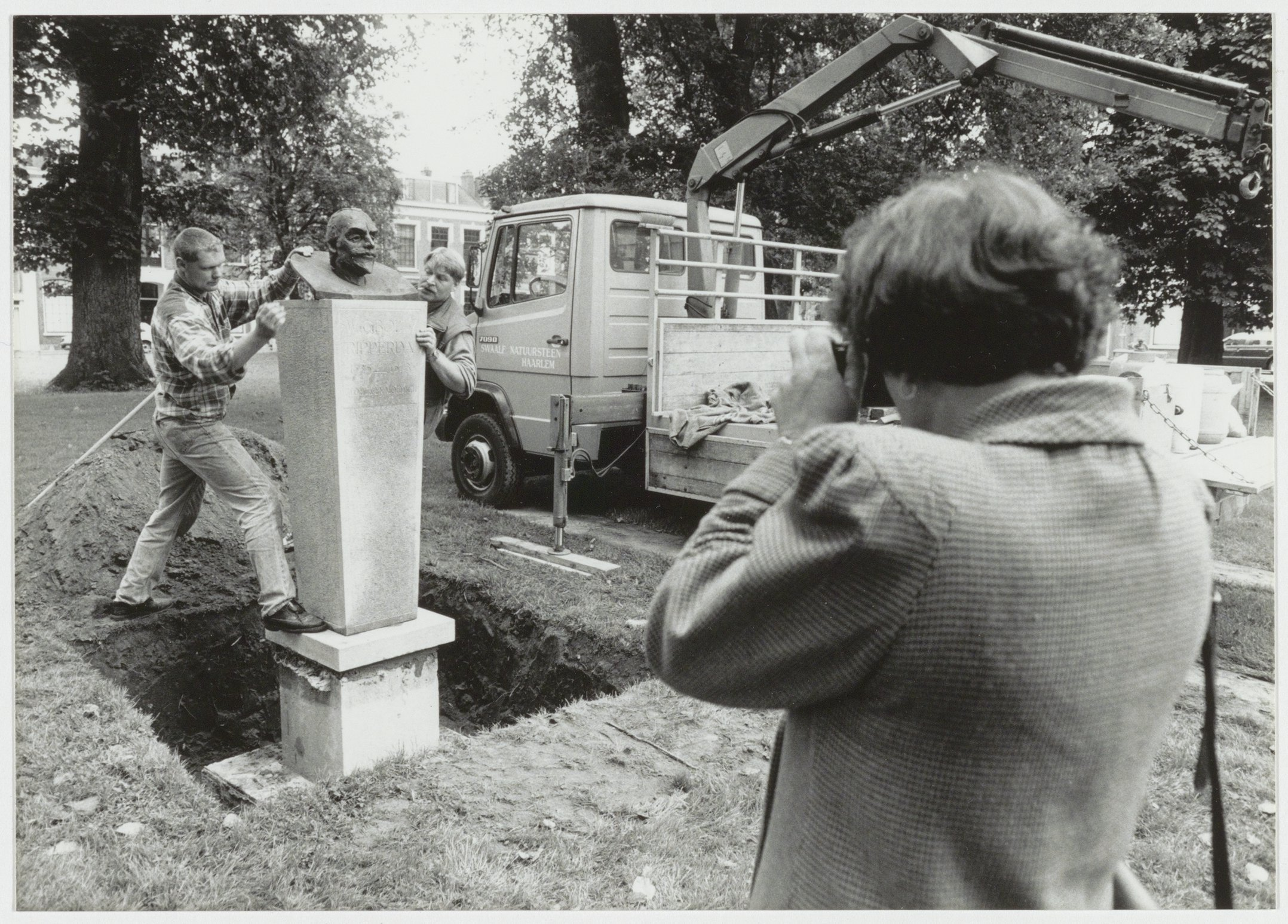
De plaatsing van het borstbeeld van Wigbolt Ripperda (1535-1573) door Jolanda Prinsen in het park

Het Ripperdapark is de sobere tegenhanger van het westelijker gelegen Kenaupark. Aanvankelijk was het park net zoals het Kenaupark bestemd voor de bouw van vrijstaande villa’s. Maar er was destijds meer of ook behoefte aan goedkopere herenhuizen. Zodoende werden er drie huizenblokken aangelegd rond een centraal driehoekig plantsoen.